# Pikin Rio
De Pikin Rio, ook wel Pikien Rivier en vrij te vertalen als Kleine Rivier, is een rivier die ontspringt in het Surinaamse binnenland, in het district Sipaliwini.
De rivier ontspringt bij de Franssen Herderscheepiek en wordt gevoed vanaf de Ananasberg. De belangrijkste stroomversnelling is de Koembaval. De Pikin Rio stroomt samen met de Gran Rio bij de Tapawatrasoela bij het dorp in Djoemoe, waar ze verder gaat als de Boven-Surinamerivier.